# (73238) 2002 JL34
(73238) 2002 JL34 – planetoida z pasa głównego asteroid okrążająca Słońce w ciągu 3,41 lat w średniej odległości 2,26 j.a. Odkryta 9 maja 2002 roku.